# ليون ماير
ليون ماير (بالفرنسية: Léon Meyer)‏ هو سياسي فرنسي، ولد في 11 سبتمبر 1868 في لو هافر في فرنسا، وتوفي في 22 يناير 1948 في باريس في فرنسا. حزبياً، نشط في Republican, Radical and Radical-Socialist Party ‏. وقد انتخب رئيس بلدية ‏ وانتخب نائب فرنسي.